# Out Run
Out Run (auch OutRun und Outrun) ist ein Arcade-Rennspiel von Sega, das 1986 in den Spielhallen erschien. Das Spiel der japanischen Entwickler ist zwar in kalifornisch anmutenden oder wüstenhaften Landschaften angesiedelt, enthält aber auch viele automobile und kulturelle Reminiszenzen an Europa.

## Beschreibung
Der Spieler steuert ein Cabriolet vom Typ Ferrari Testarossa durch einen sich verzweigenden Rennparcours und hat dabei eine blonde Beifahrerin an seiner Seite. Mit dem Strand Coconut Beach als Startpunkt muss er vier Checkpoints erreichen, um fünf Streckenabschnitte in einem gesetzten Zeitlimit zu durchfahren.
Zum Erscheinungszeitpunkt war das Spiel dahingehend einzigartig, da es möglich war, seine eigene Rennstrecke zu wählen (mit Ausnahme der ersten). Vor jedem Checkpoint teilt sich die Straße, was den Spieler vor die Entscheidung stellt, welchen von zwei Streckenabschnitten er als Nächstes durchfährt.
Das Gehäuse gab es in insgesamt vier verschiedenen Ausführungen. Von dem normalen, aufrecht stehenden Modell gab es zwei Varianten, das „deluxe upright“ und ein etwas kleineres „mini upright“. Die aufrecht stehenden Modelle verfügen nur über Lenkrad, Schaltung und Pedale. Von den luxuriöseren „Sit-Down“-Modellen, welche die stilisierte Form eines Testarossa hatten, gab es ebenfalls zwei Varianten. Diese waren mit einer hydraulischen Mechanik versehen, die den Teil des Gehäuses, wo der Fahrer saß, entsprechend den Aktionen im Spielgeschehen bewegte. Out Run war die erste Rennsimulation, die Force Feedback unterstützte.
Falls der Spieler einen Unfall baute, überschlug sich das Auto, Fahrer und Beifahrer wurden aus dem Auto geschleudert, und der Spieler wurde virtuell von seiner blonden Beifahrerin ausgeschimpft.
Das Spiel war sehr erfolgreich und wird oftmals als das beste Rennspiel in Spielhallen angesehen. Seine Popularität verdankt das Spiel hauptsächlich dem innovativen Hydraulikgehäuse, der Auswahl seiner Hintergrundmusik und Strecke und der Grafik, die dem Spieler zu dieser Zeit eine Geschwindigkeit vermittelte, wie es kein anderes Automaten-Rennspiel dieser Zeit vermochte. Es gibt zwar seit 1976 3D-Rennsimulationen, diese waren aber grafisch wesentlich einfacher. Das Spiel Pole Position (Namco, 1982) gilt als Vorreiter des realistischen Rennspiels.

## Musik
Das Spiel wurde von einem eingängigen Soundtrack untermalt und bot dem Spieler drei Musikstücke zur Auswahl. Der Spieler wählte vor Rennbeginn seine Lieblingsmelodie anhand des Radios im Testarossa. Die Musik wurde von Hiroshi Kawaguchi komponiert, der auch für die Soundtracks zu anderen Sega-Arcade-Spielen verantwortlich war. Die Stücke im Einzelnen hießen:
- Passing Breeze
- Magical Sound Shower
- Splash Wave
- Last Wave (Musik der High-Score-Tabelle)

## Streckennamen
| Abschnitt     | Abschnitt      | Abschnitt       | Abschnitt    | Abschnitt       | Ziel |
| 1             | 2              | 3               | 4            | 5               | Ziel |
| ------------- | -------------- | --------------- | ------------ | --------------- | ---- |
|               |                |                 |              | Vineyard        | A    |
|               |                |                 | Wilderness   |                 |      |
|               |                | Desert          |              | Death Valley    | B    |
|               | Gateway        |                 | Old Capital  |                 |      |
| Coconut Beach |                | Alps            |              | Desolation Hill | C    |
|               | Devil's Canyon |                 | Wheat Field  |                 |      |
|               |                | Cloudy Mountain |              | Autobahn        | D    |
|               |                |                 | Seaside Town |                 |      |
|               |                |                 |              | Lakeside        | E    |

## Weitere Releases
- Arcade (1986)
- Sega Master System (1987)

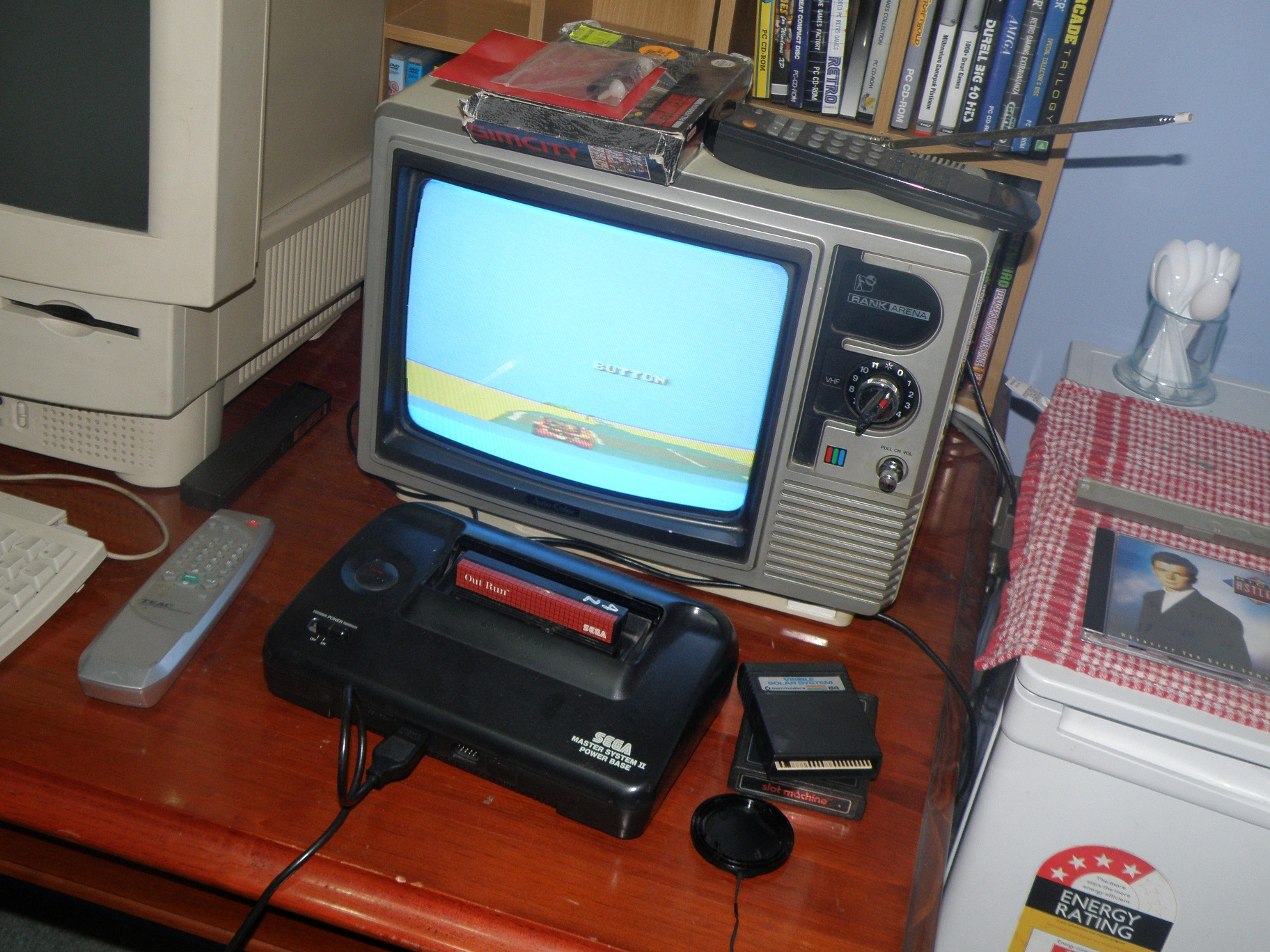
OutRun auf einem Sega Master System

- Commodore 64 (1987, portiert von Amazing Products. Es fehlen Straßengabelungen, Karte und das Lied Passing Breeze)
- Amstrad CPC (1987, portiert von Probe. Es fehlen die Karte, Spielmusik und das Überschlagen des Autos)
- Sinclair ZX Spectrum (1987, portiert von Probe. Es fehlen die Karte, Spielmusik bei 48K, das Lied Passing Breeze und das Überschlagen des Autos)[2]
- MSX (1988, Publisher: U.S. Gold. Verwendet die Grafik des Spectrum-Ports)
- MSX2 (1988, Publisher: Pony Canyon, nur Japan)
- Commodore Amiga (1988, portiert von Probe)
- Atari ST (1989, portiert von Probe)
- PC DOS (1989, portiert von Unlimited Software, Inc.)
- PC Engine (1990, portiert von NEC)
- Sega Mega Drive/Sega Genesis (1991)
- Sega Game Gear (1991)
- Sega Saturn Teil der Sega-Ages-Reihe
- PlayStation 2 Teil der Sega-Ages-Reihe
- Sega Dreamcast Teil von Yu Suzuki Game Works Vol. 1
- Nintendo 3DS (12. Mai 2015)[3]
- Game Gear Micro (6. Oktober 2020)[4]
- Nintendo Switch (2022)

### Als Teil anderer Spiele
- Sega Dreamcast, in Shenmue II (2001)
- Game Boy Advance, als Teil der Sega Arcade Gallery Sammlung (2003, von Bits Studios)
- Xbox, in Shenmue II (2002) und auch in Out Run 2 (2004)
- PlayStation 3 (2015), PlayStation 4 (2015), Windows (2018) und Xbox One (2020), in Yakuza 0

## Fortsetzungen

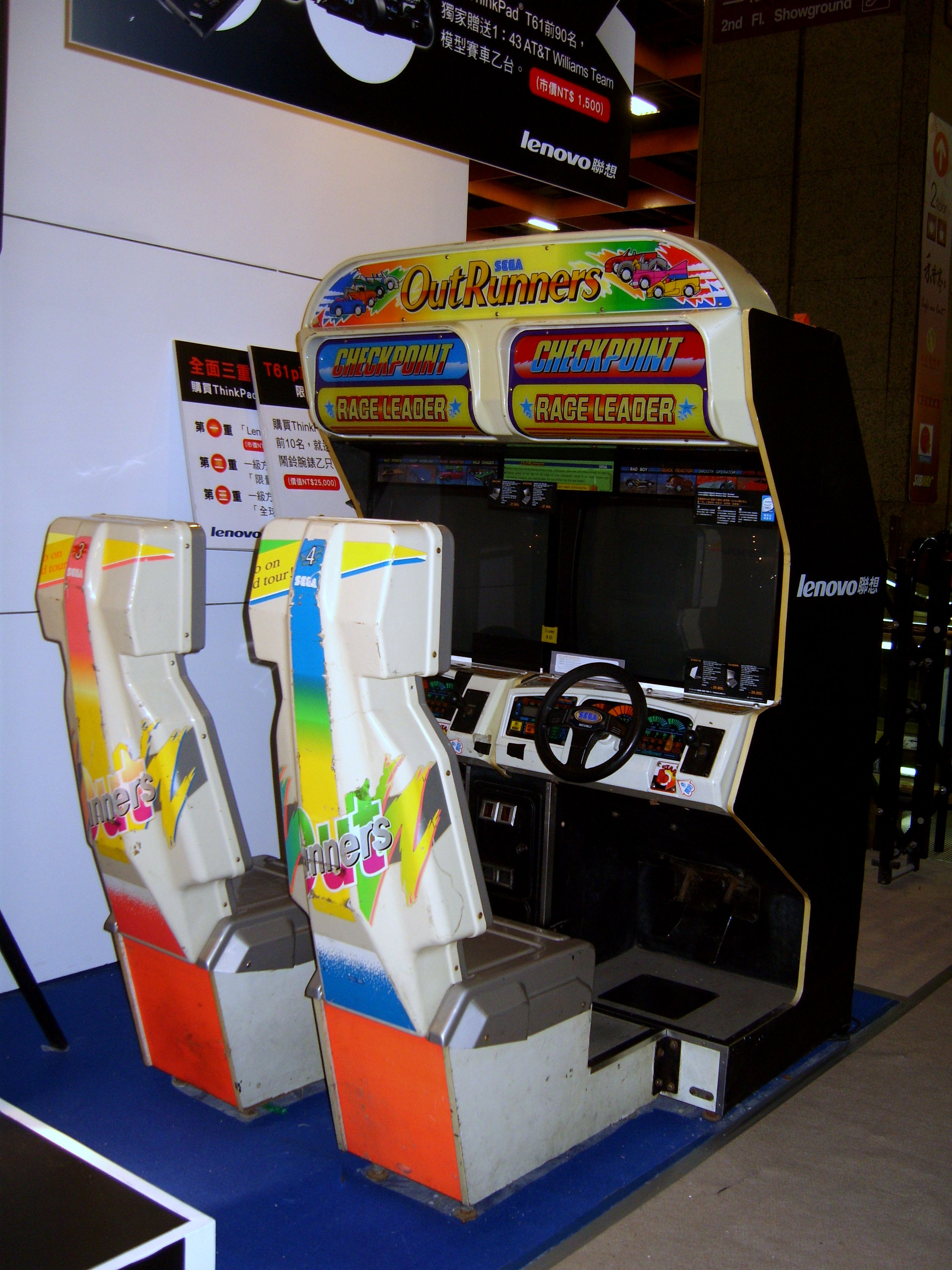
OutRunners (1992)

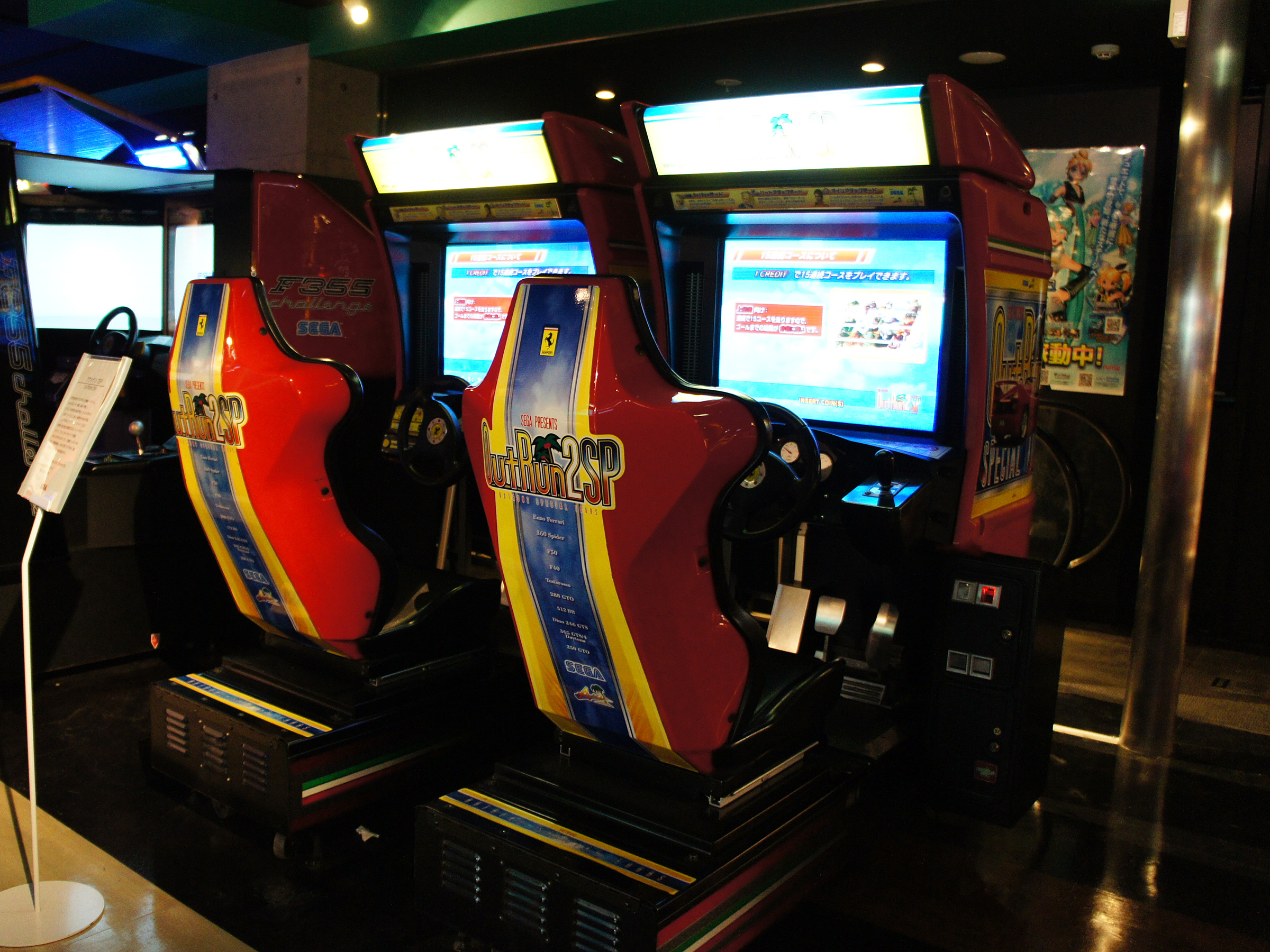
OutRun 2 SP (2004)

In der Spielhalle gab es als Zusatzmodul für Out Run 1989 Turbo Outrun. In Turbo Outrun fuhr man nur entlang einer Strecke mit Checkpunkten und fuhr von New York City nach Los Angeles über 16 Abschnitte. Es bot einen rock-lastigen Soundtrack.
Eine weitere Fortsetzung gab es 1992 mit OutRunners, was wiederum die Streckenwahl erlaubte. Es gab zum ersten Mal die Möglichkeit, mehrere Spiele miteinander zu verbinden, was bis zu acht Spielern Kopf-an-Kopf-Rennen gegeneinander ermöglichte. Das Spiel bot dem Spieler auch acht verschiedene Autos zur Auswahl. Es war das erfolgreichste Spiel für Segas System-Multi-32-Hardware und eines der letzten erfolgreichen 2D-Spiele von Sega.
Im Jahr 2003 erschien die Fortsetzung OutRun 2 in den japanischen Spielhallen. Am 29. September 2004 veröffentlichte Sega eine Version für die Xbox. OutRun 2 bietet dem Spieler drei Spielemodi (Outrun-Mode, Heart Attack, Time Attack), einen Online-Modus, die OutRun-Challenge und eine überarbeitete Grafikengine. In der OutRun Challenge muss der Spieler 101 abwechslungsreiche Missionen erfüllen, um neue Autos oder Spielkarten freizuschalten.
Am 31. März 2006 erschien die erweiterte Version, OutRun 2006: Coast 2 Coast, für die Xbox, PlayStation 2 und PlayStation Portable. Diese Version beinhaltet zusätzlich OutRun 2 SP. Eine PC-Version von OutRun 2006: Coast 2 Coast ist seit Juni 2006 verfügbar.
Es gab drei weitere Out Runs, die nur für Heimkonsolen erschienen sind: OutRun Europa, Battle Out Run und OutRun 2019. Für das Sega Master System gibt es auch eine spezielle Version von Out Run, die eine 3D-Brille unterstützt.
Seit April 2009 ist OutRun Online Arcade (basierend auf OutRun 2 SP) als Download über Xbox Live und Playstation 3 PSN erhältlich.

## Wissenswertes
- Die Fahrzeuge, die dem Spieler auf der Strecke begegnen, sind:
  - 1972er VW Käfer
  - 1971er Corvette C3
  - 1985er Porsche 911 Carrera Turbo
  - 1985er BMW 325i Cabriolet E30
  - ein nicht identifizierbarer Lastwagen
- In einer herausgeschnittenen Szene des Films Donnie Darko von 2001 spielt Donnie Out Run, während er mit seiner Freundin in einer Spielhalle ist. Die Szene zeigt, wie er während einer Diskussion mit ihr einen Unfall baut.
- Im Videospiel Shenmue II findet man einen Out-Run-Automaten, den man bespielen kann. Das Spiel ist fast detailgetreu umgesetzt, bis auf kleinere Änderungen bei Audio Samples und der Grafik am Auto (um eine erneute Lizenzierung von Ferrari zu umgehen).
- Das Original Out Run ist im Xbox-Spiel Out Run 2 versteckt und kann mit dem Code NINETEEN86 freigeschaltet werden.